# Zračna luka John F. Kennedy
Međunarodna zračna luka John F. Kennedy (IATA:JFK, ICAO:KJFK,FAALID:JFK) nalazi se u četvrti Queens u New Yorku i u vlasništvu je grada New Yorka. U dugoročnom poslovnom najmu zračnom lukom upravlja Port Authority of New York and New Jersey. Smještena je oko 19 km jugoistočno od Donjeg Manhattana. Najprometnije je međunarodno putničko središte u zračnom prometu u Sjedinjenim Američkim Državama. U teretnom prometu, nalazi se na trećem mjestu prema vrijednosti tereta. U 2012. godini kroz zračnu luku je prošlo 49.292.733 putnika,  po čemu je 17. najprometnija zračna luka u svijetu i šesta najprometnija u Sjedinjenim Državama po putničkom prometu. U posljednjih nekoliko godina napravljeno je više poboljšanja na terminalima, prometnicama i među-terminalnom prijevozu.
Do 1963. godine zračna luka je bila poznata kao Idlewild. Godine 1963. preimenovana je u John F. Kennedy u spomen na 35. predsjednika SAD-a. Preko zračne luke leti više od devedeset zrakoplovnih kompanija. Baza je za JetBlue Airways i glavno je međunarodno prometno središte za American Airlines i Delta Air Lines.

## Terminali
JFK ima šest terminala s ukupno 151 izlaza koji su označeni brojevima od 1 do 8. Preskočeni su broj 6 (terminal je srušen 2011. godine) i broj 3 (rušenje terminala započelo je 2013. godine). Zgrade terminala, s izuzetkom terminala bivšeg Tower Aira, su u obliku iskrivljenog slova "U" oko središnjeg dijela gdje se nalaze prostori za parkiranje, elektrane i ostali uređaji zračne luke. Terminali su povezani sustavom interne željeznice i prometnicama. Do ranih 1990-ih, terminali su se prepoznavali prema primarnim zračnim prijevoznicima koji su ih koristili, osim Terminala 4, koji je poznat kao zgrada međunarodnog dolaska. U ranim 1990-im terminalima su dodijeljeni brojevi (osim terminala Tower Aira, koji je smješten izvan središnjeg dijela zračne luke). Terminalima trenutno upravljaju zrakoplovne kompanije ili njihova udruženja koja ih koriste, osim Terminala 4 kojim upravlja Schiphol grupa. Na svim terminalima osim Terminala 2 odvija se međunarodni promet.

### Terminal 1
50 godina nakon otvaranja JFK-a 1998. godine je otvoren Terminal 1 pod upravom konzorcija od četiri ključna zrakoplovna prijevoznika: Air France, Japan Airlines, Korean Air, Norwegian Air Shuttle i Lufthansa. Partnerstvo je osnovano nakon što su ove četiri kompanije zaključile kako postojeći međunarodni prihvat i otprema s pratećim objektima ne zadovoljavaju njihove potrebe. Terminal 1 (uz Terminal 4) može prihvatiti i najveće današnje putničke zrakoplove kao što je Airbus A380 s kojim na relaciji Pariz Charles de Gaulle leti Air France, Lufthansin na letu iz Zračne luke Frankfurtu i Korean Air na letu iz Zračne luke Incheon.
Do 2003. godine Air France je letio s Concordom. Terminal 1 ima 11 izlaza za putnike.

### Terminal 2
Terminal 2 je otvoren 1962. godine za potrebe Northeast Airlinesa i Braniff Airwaysa a danas ga isključivo koristi i s njime upravlja Delta Air Lines. (Nakon gašenja Northeast Airlinesa i Braniffa zgradu je preuzeo Pan American World Airways a nakon toga Delta). Nakon otvaranja nadogradnje Terminala 4 u svibnju 2013. godine, Delta je označila Terminal 2 kao "C" izlaze od kojih su 8 izlaza preko aviomostova (C60-C63, C67-C70) i 17 izlaza za parkirne pozicije za Deltine zrakoplove na regionalnim linijama (C64A-H, C64J, C66K-N, C66P-S). Zatvaranje Terminala 2 planira se nakon otvaranja druge faze proširenja Terminala 4 koja bi trebala biti završena do 2015. godine.

### Terminal 4
Terminalom 4 upravlja podružnica Schiphol Grupe i na njemu se mogu opsluživati zrakoplovi Airbus A380. Služi kao glavno međunarodno prometno središte za Delta Air Lines te je bio prvi terminal u SAD-u s kojim je upravljao strani operator. Glavni je međunarodni ulazni terminal za međunarodne dolaske na JFK-a. Otvoren je 2001. godine i ima zgrade ukupne površine 140.000 m2. Cijena mu je bila 1,4 milijarde dolara a zamijenio je staru zgradu JFK međunarodnog dolaska koja je bila otvorena 1957. godine. Terminal 4 ima 26 izlaza u dvije Hale: A2 - A7, B20, B22 - B41. Tijekom 2013. godine uprava zračne luke i Delta su dogovorili dodatnih 175 milijuna dolara za drugu fazu proširenja s kojom će Delta dobiti 11 dodatnih aviomostova za regionalne linije.
Hala A ima šest izlaza za putnike (A2-A7) a hala B dvadeset (B20-B41), uz isključenje B21. Terminal 4 je građen tijekom gradnje željeznice tako da se njena postaja nalazi unutar zgrade terminala. Ostale željezničke postaje nalaze se preko puta zgrade. Nakon zatvaranja T3 Delta Air Lines je premjestila velik dio svojih letova na T4 i T2. Terminal je nedavno proširen. Prva faza u kojoj je Delta uložila 1,4 milijarde dolara završena je 24. svibnja 2013. a uključuje devet novih međunarodnih izlaza, dodatni prostor za prtljagu, centraliziranu sigurnosnu kontrolnu točku (dvije postojeće premještene su u jednu koja se nalazi neposredno iza šaltera za registraciju putnika) te carinsku i graničnu kontrolu. Na T4 opslužuju se svakodnevno i mnoge međunarodne zrakoplovne kompanije kao što su Swiss International, Asiana Airlines, Singapore Airlines, EgyptAir, Emirates, Pakistan International, Kuwait Airways i Etihad Airways.

### Terminal 5
Terminal 5 je otvoren 2008. godine za potrebe JetBlue Airwaysa pod čijom je i upravom. Tvrtka je glavni i najveći korisnik terminala kao njenog velikog prometnog središta na JFK. T5 je poznat po svojim brojnim trgovinama i gurmanskim restoranima. Nova zgrada T5 izgrađena je iza starog terminala izvorno poznatog kao TWA Flight Center, koja je danas povezana s novom strukturom te se smatra dijelom T5. Stara zgrada se trenutno obnavljanja i trenutno se ne zna kada će biti otvorena i koja će joj biti namjena. T5 ima 26 izlaza (1-12, 14-27). Izlaz broj 13 na T5 je preskočen. Nakon partnerskog ugovora iz lipnja 2012. godine s JetBlue Airwaisom terminal koristi Hawaiian Airlines. Dana 3. travnja 2013. godine Aer Lingus preselio se s terminala 4 na T5.  Dana 31. svibnja 2012. godine JetBlue je objavio proširenje T5 što je odobreno od uprave zračne luke kako bi se udovoljilo sve većim zahtjevima međunarodnog prometa. Novi prostor će biti poznat kao T5i a završetak radova treba biti do 2015. godine. T5i će biti izgrađen na dijelu srušenog T6.

### Terminal 7
Terminal 7 je izgrađen 1970. godine i isprva su ga koristile aviotvrtke BOAC i Air Canada. Danas je pod upravom British Airwaysa i trenutno je jedini terminal u Americi kojim upravlja strani prijevoznik (terminalom 1 upravlja konzorcij stranih prijevoznika koji ga koriste). Terminal koristi više OneWorld članica uključujući i British Airways, Cathay Pacific, Iberia (koja je u vlasništvu iste matične tvrtke kao i British Airways) i Qantas. T7 također koriste i Star Alliance prijevoznici United Airlines i ANA. Između 1989. i 1991. godine terminal je obnovljen i proširen a utrošeno je 120 milijuna dolara. U 1997. godini Uprava zračne luke odobrila je British Airwaysu obnovu i proširenje terminala. Projekt težak 251 milijuna dolara dovršen je u 2003. godini a obnovljen terminal ima 12 izlaza.
Dana 21. svibnja 2008. godine British Airways najavio je da će dodatno uložiti 30 milijuna dolara za poboljšanje objekata i opreme na terminalu. British Airways trenutno procjenjuje buduće korištenje Terminal 7 jer ugovor s upravom zračne luke o najmu završava tijekom 2015. godine. Nakon savez između BA/Iberie i American Airlinesa iz 2010. godine započeti su razgovori o prebacivanju letova BA i Iberie na prošireni Terminal 8. Tijekom ožujka 2013. BA je radi radova na dijelu T7 privremeno već premjestila jedan od svojih letova za Terminal 8.
 

### Terminal 8
Godine 1999. American Airlines je počeo osmogodišnji program izgradnje najvećeg putničkog terminala na JFK koji bi trebao ujediniti i terminale 8 i 9. Novi terminal je građen u četiri faze u koje je uključena međufaza rušenja starog terminala 9 i u konačnici rušenje starog terminala 8. Terminal je otvaran dio po dio između 2005. godine i službenog otvaranja u kolovozu 2007. godine. Jedan je od glavnih OneWorld prometnih središta. Terminal je pod upravom American Airlinesa koji kao OneWorld prijevoznik na njemu ostvaruje i najveći promet. Neke članice OneWorlda kao što su Finnair, Royal Jordanian Airlines i LAN Airlines ne koriste ovaj terminal dok neke buduće članice kao što su Qatar Airways i TAM Airlines koriste.
Terminal uz mnoštvo komercijalnih sadržaj, 84 kioska za samostalnu registraciju putnika, 10 sigurnosnih kontrolnih prolaza i carinskih kontrola može propustiti više od 1600 putnika na sat. Godišnje može primiti 12,8 milijuna putnika. Terminal 8 ima 29 izlaza: 12 izlaza u Hali B (1-8, 10, 12, 14 i 16) i 17 izlaza u Hali C (31-47). Izlaz 31 je dodatno podijeljen na pet regionalnih izlaza (31A - 31E) a izlaz 32 u četiri (32F - 32I) koji služe za prihvat manjih mlaznih zrakoplova. Ukupan broj aviomostova je 36. U Halu C se dolazi podzemnim tunelom koji uključuje automatizirani prijevoz putnika.